# Grenzübergang Durankulak-Vama Veche

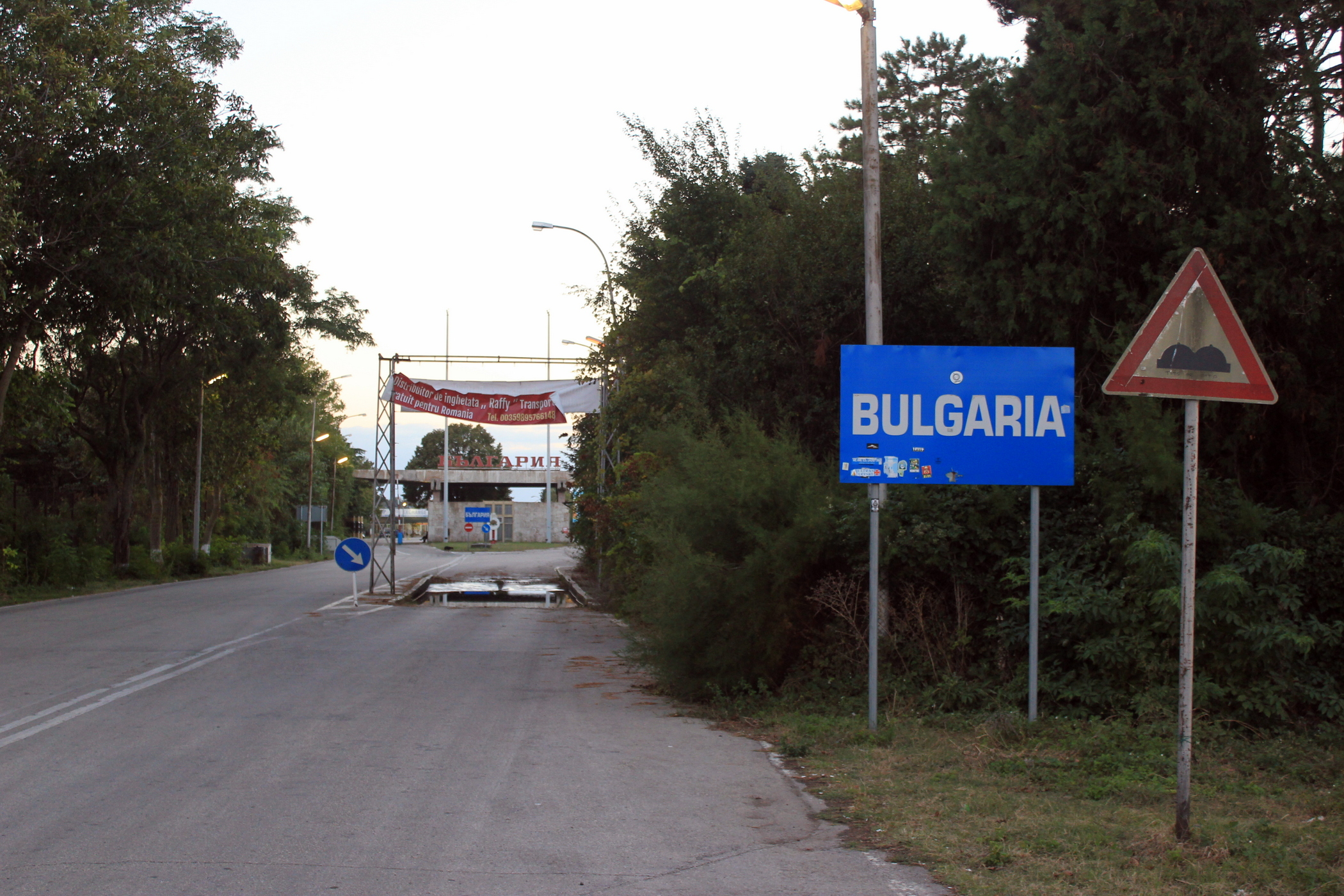
Grenzübergang Durankulak – Vama Veche (2014)

Der Grenzübergang Durankulak – Vama Veche (bulgarisch ГКПП Дуранкулак-Вама Веке – GKPP Durankulak – Granitschen Kontrolno Propuskwatelen Punkt Durankulak – Grenz-Kontroll-Durchlass-Punkt Durankulak) an der Europastraße 87 liegt zwischen Bulgarien und Rumänien. Er ist neben Kardam-Negru Vodă und Ostrov-Silistra einer von drei Landübergängen zwischen den beiden Staaten; die anderen Grenzübergänge führen über die Donau.

## Lage
Koordinaten: 43° 44′ 10″ N, 28° 33′ 30″ O
Er befindet sich in der Landschaft Dobrudscha, in der Nähe des bulgarischen Dorfes Durankulak, rund 25 km nördlich der Stadt Schabla. Auf rumänischer Seite ist das Dorf Vama Veche die nächste Ortschaft, welches rund 10 km südlich von Mangalia liegt.

## Straßenverbindung
Von Rumänien her kommt die Drum național 39, welche in Bulgarien als I-9 weiterführt. Beide sind Teil der Europastraße 87.